# Rockcliffe
Rockcliffe ist ein kleiner Küstenort in Kirkcudbrightshire in der schottischen Council Areas Dumfries and Galloway. Einige Gebäude und Teile der Küste nördlich des Ortes gehören dem National Trust for Scotland (NTS). Diese Küstenabschnitte werden vom NTS als Naturreservat geschützt.

## Beschreibung
Rockcliffe liegt am Solway Firth, einem Meeresarm der das nordwestlichste County in England (Cumbria) vom südwestlichsten Schottlands (Dumfries and Galloway) trennt. Es ist über die A710 erreichbar. Durch die dort vorhandenen Strände hat es eine touristische Attraktivität und Infrastruktur. An den Küsten sind viele Tiere wie Kormorane, Kegelrobben, Austernfischer, Tümmler und Großer Sonnenröschen-Bläuling zu beobachten.
In den dem NTS gehörenden Gebieten liegt Mote of Mark, eine frühmittelalterliche Wallburg, die um das Jahr 600 entstand. In der Nähe dieser Burg liegt die Insel Rough Island, die ein wichtiges Vogelschutzgebiet ist. Rough Island kann bei Ebbe über einen Damm erreicht werden, während der Brutzeiten der Vögel ist dies aber nicht gestattet. Die vom NTS verwalteten Küstengebiete gehören zur East Stewartry Coast National Scenic Area, einer National Scenic Area Einige Gebäude des NTS in Rockcliffe werden als Ferienwohnung an Touristen vermietet.